# Ampelisca gusta
Ampelisca gusta är en kräftdjursart. Ampelisca gusta ingår i släktet Ampelisca och familjen Ampeliscidae. Inga underarter finns listade i Catalogue of Life.